# Neufrankenroda
Neufrankenrode is een ortsteil van de landgemeente Hörsel in de Duitse deelstaat Thüringen. Tot 1 december 2011 was het deel van de gemeente Metebach.
Middelpunt van Neufrankenroda is een voormalig Volkseigenes Gut dat na Die Wende verschillende andere functies heeft gehad en sinds 2010 wordt beheerd door een christelijke organisatie.